# Sinagoga de Biella
La sinagoga de Biella es un edificio religioso en Italia, considerado un buen ejemplo de una sinagoga de gueto piamontés del siglo XVIII.

## El edificio
Desde finales del siglo XVI está documentada  en Biella la presencia de una comunidad judía residente en el Piazzo, la parte alta de la ciudad. En 1723, como en el resto de Piamonte, se estableció el gueto. Incluso hoy, entre el curso del Piazzo y el callejón del Bellone, el gran edificio de la esquina sigue siendo reconocible donde también se encuentra la pequeña sinagoga del siglo XVIII, con su mobiliario original.
Como es típico de todas las sinagogas de gueto, el exterior está desnudo y sin adornos y de ninguna manera delata la presencia del lugar de culto. La entrada está hoy en el callejón de Bellone. Se ingresa a un pequeño zaguán desde el cual un estrecho tramo de escaleras de piedra conduce a un vestíbulo y luego al salón rectangular del templo con bóveda de cañón y ventanas en arco. El aron del siglo XVIII, en madera tallada y pintado de verde y oro, se ubica en el muro oriental, de frente a la entrada y se ubica en un santuario con un par de columnas y un tímpano con la reproducción de las Tablas de la Ley . La sala conserva la distribución típica de las sinagogas del período anterior a la emancipación, con el atril de nogal en el centro de la sala y las dos filas de bancos apoyados contra los muros principales. Desde el vestíbulo, un tramo de escaleras conduce al pequeño matroneo separado con rejas de madera sobre tres arcos.

## Restauración de 2009
El 9 de junio de 2009 se celebró la finalización de las obras de restauración de la sinagoga con una extraordinaria apertura al público del edificio religioso y una serie de visitas guiadas a lugares con presencia judía en Biella. El informe técnico presentado el 25 de enero de 2009 enumera las múltiples y delicadas intervenciones realizadas: "la consolidación estructural de la bóveda, la reconstrucción de la cubierta, la restauración del Aròn, la galería de las mujeres y su escalera de acceso desde el vestíbulo y los candelabros de madera del siglo XVIII", además de la "restauración de la compuerta de acceso a la sinagoga y la estratigrafía de las paredes de la sala de oración, lo que llevó al descubrimiento de decoraciones subyacentes de mayor interés artístico que las superficiales." La restauración fue financiada por el Ayuntamiento de Biella, de la Región de Piamonte, la Fundación Cassa di Risparmio di Biella y la Compagnia di San Paolo.